# 2009 في الهند
فيما يلي قوائم الأحداث التي وقعت خلال عام 2009 في الهند.

## سياسة

### تعيين في المنصب
- 1 يناير – فارون غاندي عضو لوك سابها [الإنجليزية]‏.
- 24 يناير – براناب مخرجي وزير المالية الهندي [الإنجليزية]‏.
- 3 يونيو – آرون جايتلي زعيم المعارضة [الإنجليزية]‏.

### انتهاء فترة المنصب
- 1 يناير – دارمندرا ديول عضو لوك سابها [الإنجليزية]‏.
- 1 يناير – فينود خانا عضو لوك سابها [الإنجليزية]‏.
- 1 يناير – ميرا كومار Ministry of Social Justice and Empowerment [الإنجليزية]‏.
- 22 مايو – براناب مخرجي وزير الشؤون الخارجية.

## أفلام
من الأفلام التي صدرت هذه السنة في الهند:
- 1 يناير – الأوغاد من إخراج فيشال بهاردساج.
- 1 يناير – الحب في هذه الأيام من إخراج امتياز علي.
- 1 يناير – الحظ من إخراج Soham Shah [الإنجليزية]‏.
- 1 يناير – با من إخراج آر. بالكي.
- 1 يناير – حظ بالصدفة من إخراج زويا أختر.
- 1 يناير – ديل بولي هاديبا من إخراج Anurag Singh (cricketer, born 1975) [الإنجليزية]‏.
- 1 يناير – ريشيبو
- 1 يناير – سليم من إخراج Y. V. S. Chowdary [الإنجليزية]‏.
- 1 يناير – علاء الدين من إخراج Sujoy Ghosh [الإنجليزية]‏.
- 1 يناير – فير من إخراج Anil Sharma (director) [الإنجليزية]‏.

## برامج ومسلسلات وأنمي
- باليكا فادهو

## وفيات

### يناير
- 27 يناير – آر فينكاتارامان (مواليد 1910)[1]

### أبريل
- 20 أبريل – توماس هيل (مواليد 1927)[2]
- 27 أبريل – فيروز خان (مواليد 1939)[3]

### سبتمبر
- 29 سبتمبر – فهيم حسين (مواليد 1942)

### ديسمبر
- 6 ديسمبر – بينا راي (مواليد 1931) ممثلة هندية.[4]